# Парк имени Наримана Нариманова (Гусар)
Парк имени Наримана Нариманова (также ЦПКиО имени Наримана Нариманова) — центральный парк в городе Гусар, один из самых старых в Азербайджане. Расположен в центре города, на улице Мухтадира. В парке установлен памятник Нариману Нариманову, а также памятник горному барану, орлу. Есть также аллея героев, концертная сцена, фонтан, кафе, дом ветеранов. В конце аллеи героев находится памятник герою М.Велиеву.
Растительность парка разнообразна, много деревьев, субтропических культур.